# Yoav Saffar
Yoav Saffar (en hébreu : יואב ספר) né le 30 septembre 1975, à Jaffa, en Israël, est un ancien joueur israélien de basket-ball. Il évolue durant sa carrière aux postes d'ailier fort et de pivot.

## Palmarès
- Coupe d'Israël 2002, 2003, 2004